# Minúscula 8
Minúscula 8 (en la numeración Gregory-Aland), ε 164 (Soden) es un manuscrito griego en minúsculas del Nuevo Testamento, en pergamino. Es datado paleográficamente en el siglo XI. El manuscrito tiene contenidos complejos y está lleno de marginales.

## Descripción
El códice contiene el texto completo de los cuatro Evangelios, en 199 hojas de pergamino (28.7 cm por 21.8 cm). El texto está escrito en dos columnas por página, con 22 líneas por página. Las letras iniciales están en rojo.
El texto de los Evangelios está dividido de acuerdo a los κεφαλαια (capítulos), cuyos números se colocan al margen del texto, y sus τιτλοι (títulos) en la parte superior de las páginas. También hay una división de acuerdo con las Secciones Amonianas, con referencias a los Cánones de Eusebio.
Contiene la Epistula ad Carpianum, los tablas de los Cánones de Eusebio, prolegómenos, ilustraciones, marcas de leccionario en el margen (para el uso litúrgico), Menologio y Synaxarion.
Los pasajes de Juan 5:3-4 y la perícopa de la adúltera (Juan 7:53-8:11) están marcados con un óbelo.

## Texto
El texto griego del códice es representativo del tipo textual bizantino. Hermann von Soden lo clasificó en la familia textual Kx. Aland lo colocó en la Categoría V.
De acuerdo con el Perfil del Método de Claremont representa a Kx en Lucas 1, Lucas 10 y Lucas 20.
En Juan 1:29 le falta ο Ιωαννης, junto con los manuscritos Sinaiticus, Alexandrinus, Vaticanus, Cyprius, Campianus, Petropolitanus Purpureus, Vaticanus 354, Nanianus, Macedoniensis, Sangallensis, Koridethi, Petropolitanus, Athous Lavrensis, 045, 047, 0141, 9, 565, 1192.

## Historia
Antiguamente pertenecía a Antonelli Petrucci, un secretario de Fernando I, rey de Nápoles. Luego a Fontainebleau. Este códice fue utilizado por Robert Estienne en su Editio Regia (1550), en que fue designado como ζ'. En consecuencia, sus lecturas se convirtieron en parte del Textus Receptus.
Fue examinado por Wettstein, Scholz, y Gregory (en 1884). Scholz examinó únicamente el Evangelio de Juan. Fue examinado y descrito por Paulin Martin. C. R. Gregory vio el manuscrito en 1884.
El códice ahora se encuentra en la Bibliothèque nationale de France (Gr. 49) en París.